# 巧克力豆餅乾
巧克力豆饼干是一种起源於美国的饼干。特點是在饼干中有巧克力豆，传统配方是用有奶油、砂糖、白糖及半甜巧克力豆的面团製成。也有些作法會加入不同的巧克力，或是像坚果或燕麦片等成份。

## 历史
巧克力豆饼干是由露丝·格雷夫斯·韦克菲尔德所发明。她所經營的Toll House Inn位在马萨诸塞州的惠特曼，是1930年代以家常菜聞名的餐厅。她的食谱《Toll House Tried and True Recipe》首版出版是在1936年。而1938年版的食谱首次加入「Toll House Chocolate Crunch Cookie」，之後迅速成為美國受歡迎的饼干
。

### 發明巧克力豆饼干的原因
露丝·韦克菲尔德表示巧克力豆饼干是她的發明。她说：「我們一直提供有冰淇淋的坚果饼干，大家都很喜歡，不過我想提供一些不一様的东西，所以就發明了巧克力豆饼干。” 
另一種說法是露丝·韦克菲尔德本來就在製作巧克力餅干，但有一天烘焙用的巧克力用完了，因此她用雀巢出的半甜巧克力豆代替，心想在烘焙時巧克力會熔化，和面团混合在一起，不過烘焙後結果不如預期，而新的巧克力豆餅干就此誕生。
同一時期也在Toll House Inn擔任主廚的乔治·鲍彻（他的女兒卡罗尔卡瓦纳也在Toll House Inn）有關巧克力豆餅乾的說法和雀巢的說法不同。雀巢的說法認為露丝·韦克菲尔德加入巧克力的目的是希望在烘焙時會熔化，但是當時露丝已是有才華的厨师，而有出版食譜，她一定知道面团加入的巧克力豆不會熔化。
鲍彻说，巧克力豆餅乾的誕生是因為霍巴特电动搅拌器運作時的振动，使放在架子上的雀巢巧克力棒掉到要做餅乾的面团中，鲍彻說他說服露丝·韦克菲尔德，繼續用這個面团烘焙餅乾，因而產生了巧克力豆餅乾。

### 雀巢的行销
二次世界大战期间，来自马萨诸塞州的驻扎海外美国士兵和向他們的戰友分享從老家寄來的巧克力豆餅乾，其中大部份戰友來自其他州。很快的，數以百計的士兵寫信回家，希望望家人可以寄巧克力豆餅乾，而Toll House Inn收到了來自各地的信函，希望可以索取巧克力豆餅乾的食譜，因此開始了美國的巧克力豆餅乾狂熱。

## 材料及作法
巧克力豆饼干的材料包括白糖、砂糖、面粉、少量的盐、鸡蛋、膨松剂（例如泡打粉）、脂肪（通常是黄油）、香草精及和半甜巧克力豆。一些食谱中會在在面团中加入牛奶或堅果（如核桃碎）。
雖然各食譜的材料可能不同，制作饼干的过程相当的一致：首先用木勺或电动搅拌器混合糖和黄油。接着，将鸡蛋和香草提取物，然后加入用面粉和膨松剂。

### 变化
- M＆M的巧克力豆饼干，用M＆M巧克力代替巧克力豆。
- 雙重巧克力饼干，直接使用加入熔化巧克力或是可可的面团製作饼干[5]。也有些變化是用白巧克力或是花生醬豆代替巧克力豆[6][7]。
- 夏威夷豆饼干中有夏威夷豆及白巧克力豆[8]。
- 巧克力豆花生饼干用花生酱的面团代替香草味的面团。
- 其它变化包括不同尺寸和形状的巧克力豆，例如純巧克力豆或是牛奶巧克力豆。因此在口感及风味上會有些不同。